# Tramlijn Veendam - Nieuwe Pekela
De tramlijn Veendam - Nieuwe Pekela was een paardentramlijn in Groningen  tussen Veendam en Nieuwe Pekela. 

## Geschiedenis
De lijn werd aangelegd door de Eerste Groninger Tramway-Maatschappij werd geopend op 1 mei 1894 als zijlijn van de tramlijn Zuidbroek - Ter Apel.
In 1910 kreeg de EGTM te lijden van concurrentie van de spoorlijn Stadskanaal - Zuidbroek van de Noordoosterlocaalspoorweg-Maatschappij (NOLS), die voor een groot deel evenwijdig liep aan de tramlijn Zuidbroek - Ter Apel en de afstand in veel minder tijd overbrugde. Het reizigersvervoer per paardentram nam sterk af en de maatschappij kwam in financiële moeilijkheden. Een in nood opgericht Syndicaat tot reorganisatie der Eerste Groninger Tram (SREGT) nam de inboedel over op 1 januari 1912 over.
In 1914 werd de lijn opnieuw overgenomen, ditmaal door de Stoomtramweg-Maatschappij Oostelijk Groningen (OG). Deze had aanvankelijk plannen om de lijn om te bouwen tot kaapspoor en geschikt te maken voor stoomtractie gelijk aan de overige tramlijnen van de OG. Aangezien van deze plannen niets terecht kwam staakte de OG op 1 oktober 1920 de paardentramlijn. Door lokale initiatieven was het echter nog niet geheel afgelopen. Op 1 november gingen de paardentram weer rijden in dienst van de Tramweg-Maatschappij Veendam - Pekela (VP). Het betrof op beide lijnen voornamelijk postvervoer. In 1923 viel het doek definitief en werd de lijn verbust.